# Lamin Koto
Lamin Koto ist eine Ortschaft im westafrikanischen Staat Gambia.
Nach einer Berechnung für das Jahr 2013 leben dort etwa 407 Einwohner, das Ergebnis der letzten veröffentlichten Volkszählung von 1993 betrug 307.

## Geographie
Lamin Koto, in der Central River Region im Distrikt Sami am nördlichen Ufer des Gambia-Flusses liegt rund 0,6 Kilometer von der North Bank Road, einer wichtigen Fernstraße von Gambia, entfernt. Nach Norden liegt auf dieser Straße in rund 22 Kilometer Entfernung Wassu.
Am Ufer des hier rund 320 Meter breiten Gambia liegt gegenüber die Janjanbureh Island, von Lamin Koto wird die Fährverbindung Janjanbureh–Lamin Koto zu der Insel mit dem Ort Janjanbureh (früherer Name: Georgetown) betrieben.

## Sehenswürdigkeiten
Am Ort ist auch ein kleinerer der senegambischen Steinkreise zu finden. Dieser befindet sich rund 1,3 Kilometer nördlich der Fähranlegestelle, unmittelbar an der östlichen Seite der North Bank Road unter einem größeren Baum. Die Formation besteht aus neun, rund 100 cm dicken Lateritsäulen. Der Kreis ist nicht mehr ideal, weil einer der Steine durch einen Baum untergraben wurde und ein weiterer verwittert ist.